# Косарєв Олександр Борисович (режисер)
Олександр Борисович Косарєв (15 березня 1944-19 січня 2013) — російський режисер, відомий за фільмами «Перш, ніж розлучитися», «Сувенір для прокурора» і «Ніч над Чилі».

## З життєпису
- 1965 — закінчив акторський факультет ДІТІСу, грав у ТЮДі і Театрі ім. Пушкіна.
- 1973 — закінчив режисерський факультет ВДІКу (майстерня Таланкіна). Працював на кіностудіях «Мосфільм», «Киргизфільм», «Свердловської кіностудії», очолював кінокомпанію «Інтерполсінема».

Як режисер дебютував у 1975 картиною «Коли дрижить земля» із Олегом Жаковим і Олександром Белявським у головних ролях.
Крім цього, Косарєв відомий також за детективом «Сувенір для прокурора» з Юрієм Соломіним і мелодрамою «Перш, ніж розлучитися» з Наталією Фатєєвою. На цих картинах Косарєв виступив не тільки в ролі режисера і автора сценарію, але й написав вірші для пісень, музику до яких написали Ігор Крутой («Сувенір для прокурора») і Юрій Антонов («Перш, ніж розлучитися»).

## Відзнаки
За стрічку «Ніч над Чилі», зняту Косарєвим спільно з чилійським режисером Себастьяном Аларконом, був удостоєний спеціальної премії Московського міжнародного кінофестивалю 1977 року.

### Фільмографія

#### Режисерські роботи
- 1971 — «Драбина»
- 1973 — «Сто кроків у хмарах» — дипломна робота
- 1974 — «Мій „Жигульонок“»
- 1975 — «Коли тремтить земля»
- 1977 — «Ніч над Чилі»
- 1980 — «Бажаю успіху»
- 1982 — «Терміново... Таємно... Губчека»
- 1984 — «Перш, ніж розлучитися»
- 1989 — «Сувенір для прокурора»
- 1991 — «Хижаки»
- 1993 — «Бранці «Диявола»»